# Liesbos

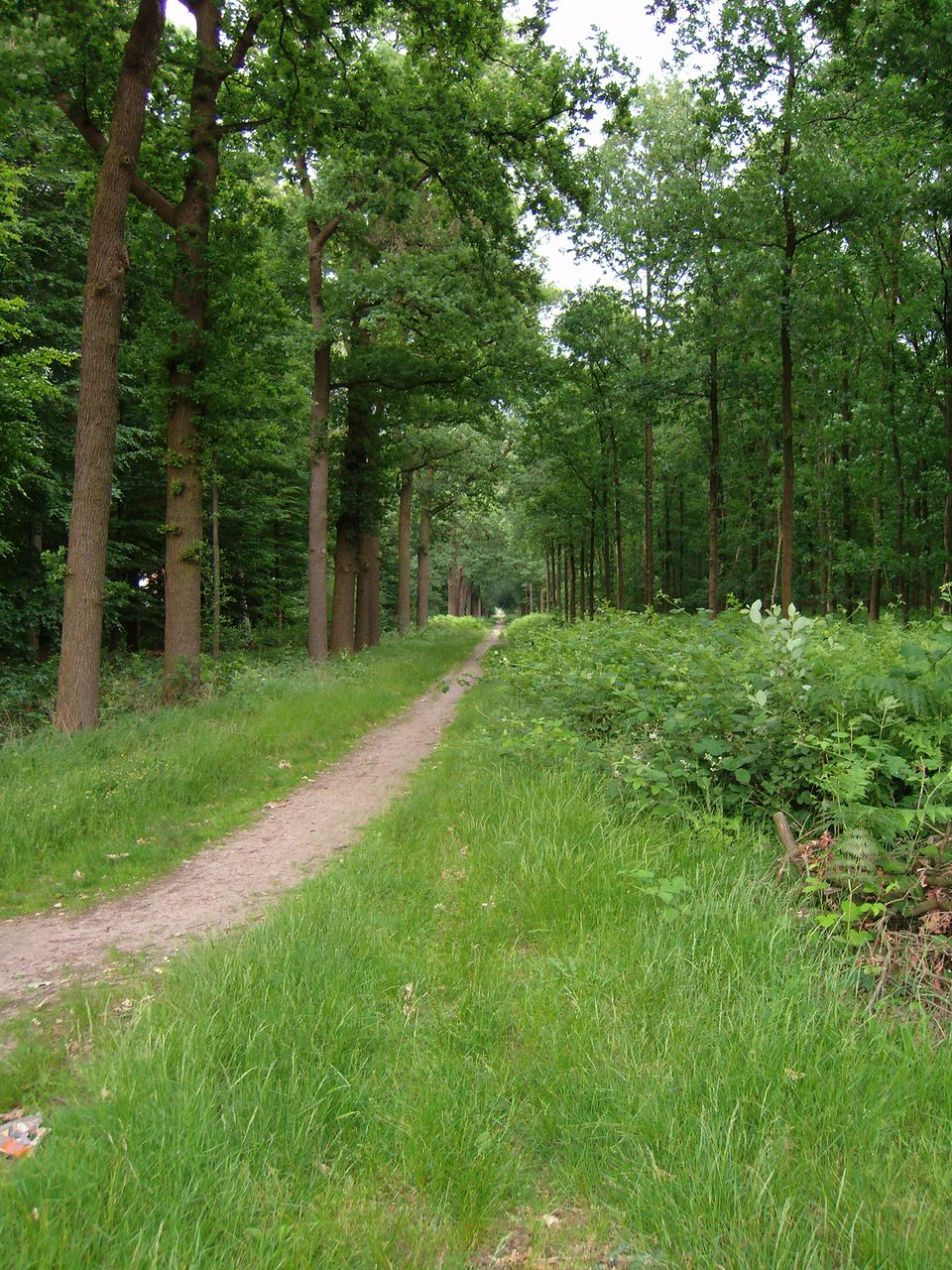
Kwalsterdreef in het Liesbos

Het Liesbos (voorheen Liesbosch) ligt ten zuiden van Prinsenbeek in de gemeente Breda, tussen de spoorlijn Roosendaal-Breda en de A58 en tegenover de buurtschap Lies.
Het bos is ruim 200 hectare groot en bestaat voornamelijk uit loofbomen. Het is het grootste oude zomereikenbos van Nederland. Op de hogere droge delen zijn ook naaldbomen aangeplant. Het bos wordt sinds 1899 beheerd door Staatsbosbeheer. De naam Liesbos komt van het gehucht Lies dat hier ligt. In 1200 werd het gebied beschreven als het landgoed van Hage en Lies. Al sinds de middeleeuwen is er een reigerkolonie gevestigd.
Eeuwenlang is het Liesbos in bezit geweest van de Heer van Breda - vanaf 1403 waren dat de Graven van Nassau, later de familie van Oranje Nassau. Zij gebruikten het als warande. Veel van de lange, rechte dreven zijn zeer oud en speciaal aangelegd voor de jacht, onder andere voor de valkerij.
In het Liesbos bevindt zich een plek die ook wel 'het rondje' of 'het hemeltje' wordt genoemd, en vroeger het centrum van de boomkwekerij van het Liesbos was. In 1931 is hier op last van de toen net opgerichte parochie Liesbos een eik gekapt die in gebruik was als koortsboom, ook wel lapjesboom genoemd. Rond 1994 bracht een Bredase historicus een verhaal in omloop dat deze plek uit de Keltische tijd zou stammen. Dit bericht bracht mensen er toe om opnieuw lapjes op te hangen, ditmaal in een oude plataan die in de buurt van de gekapte eik gestaan zou hebben. De plataan staat er nog, was eerder omringd door beuken, waarvan er nu nog twee over zijn.
Het bos is voor het publiek toegankelijk, er zijn korte en langere wandelroutes en er is een restaurant, genaamd Boswachter Liesbosch, gevestigd.